# Fernando Carrillo Muñiz de Godoy y Valenzuela
Fernando Carrillo Muñiz de Godoy y Valenzuela (Córdoba, ?-Madrid, 3 de abril de 1622) fue un hombre de estado español, magistrado, presidente del Consejo de Hacienda, del Real de Castilla y del Real y Supremo de las Indias.

## Familia
Natural de Córdoba, fue el hijo primogénito de Luis Muñiz de Godoy y de su esposa Elvira de Valenzuela. De un primer matrimonio, del que no se tienen referencias, tuvo cuatro hijos:
- Luis Carrillo y Sotomayor (m. 22 de enero de 1610)[1]
- Pedro Carrillo Muñiz de Godoy, casado con María de Córdoba, sin descendencia.[3]
- Alonso Carrillo Muñiz de Godoy, casado con Luisa Manuel, que solamente tuvieron un hijo, Fernando Carrillo Manuel y Muñiz de Godoy (1629-1683), I marqués de Villafiel, gobernador de Málaga, miembro del Consejo de Guerra, comendador de Almendralejo en la Orden de Santiago, que falleció sin descendencia.[3]
- María Elvira Carrillo Muñiz de Godoy, casada con Alonso de Loaysa y Mesía, alcalde del Soto de Roma[1] y I conde del Arco, cuyas hijas heredaron el mayorazgo.[3]

Después casó con Francisca Fajardo, de quien no hubo descendencia, tal como declara en su testamento donde pide a sus hijos que la respeten y obedezcan.

## Biografía
Cursó sus primeros estudios en el colegio de la Compañía de Jesús de su ciudad natal, y comenzó cánones y leyes en la universidad de Osuna. Sin terminar estos, pasó a Roma, donde estuvo poco menos de dos años; a su regreso terminó sus estudios en la universidad de Salamanca.
En 1594, tras rechazar varios cargos en las chancillerías de Granada y Valladolid, y en Nápoles y Sicilia, entró en el Consejo de Castilla y recibió el hábito de la orden de Santiago, siendo enviado a Flandes, donde en aquella época los tercios del archiduque Alberto de Austria libraban la guerra de los ochenta años contra las Provincias Unidas, como superintendente de la justicia militar; durante los años siguientes llevó a cabo diversas gestiones diplomáticas en el Sacro Imperio Romano Germánico, Flandes e Inglaterra encaminadas a la firma de la paz, que en 1604 se plasmaría en el tratado de Londres.
A su regreso a España en 1603, el rey Felipe III le nombró consejero de la Cámara de Castilla y visitador del Consejo Supremo de Hacienda, en cuyas competencias dirigió el juicio contra los secretarios Pedro Franqueza y Alonso Ramírez de Prado. En 1609 fue designado presidente de Hacienda, y ocho años después pasó a presidir el Consejo de Indias, en cuyo cargo se mantuvo hasta su muerte en 1622.
Falleció pocos días de otorgar su testamento y, tal como estipulaba en sus últimas voluntades, recibió sepultura en el convento de San Felipe en Madrid, «mientras se realizaban los trámites para su traslado a la capilla de la Conversión de San Pablo en la catedral de Córdoba».
| Predecesor: Juan de Acuña              | Presidente del Consejo de Hacienda Febrero de 1609 - agosto de 1617 | Sucesor: Bernardino de Velasco |
| Predecesor: Luis de Velasco y Castilla | Presidente del Consejo de Indias Agosto de 1617 - abril de 1622     | Sucesor: Juan de Villela       |